# Detektywi na wakacjach
Detektywi na wakacjach – polski miniserial telewizyjny dla dzieci i młodzieży. Adaptacja powieści Jerzego Broszkiewicza pt. Długi deszczowy tydzień.

## Obsada[1]
- Jacek Staszewski – Jacek
- Anna Ossowska – Anka
- Marek Ulański – Marek
- Dominika Omulecka – Dominika
- Piotr Świrta – Piotrek
- Barbara Wrzesińska – mama Marta
- Zbigniew Józefowicz – tata Adam
- Żywilla Pietrzak
- Krystyna Rutkowska-Ulewicz – gospodyni, matka Zosi
- Wirgiliusz Gryń – ojciec Zosi
- Anna Grzeszczak-Hutek – Zosia
- Jan Kasprzykowski – narzeczony Zosi
- Henryk Bista – historyk sztuki
- Urszula Modrzyńska – wczasowiczka
- Jerzy Janeczek – złodziej obrazu
- Adam Kreczmar – Jurek, przyjaciel Marty
- Edward Kusztal – Mietek, pracownik huty
- Bogusz Bilewski – milicjant „Brodacz”
- Marian Łaszewski – milicjant

## Plenery
- Sandomierz